# Восстание Карпоша
Восстание Карпоша — антитурецкое восстание на территории современных Болгарии и Республики Македонии, поднятое в октябре 1689 года. Вождём восстания был Петр по прозвищу «Карпош», уроженец деревни Войница (ныне община Чашка Республики Македония). В молодости он сбежал на шахту в Валахии, но затем перебрался в Родопские горы, где жил в городе Доспат. Карпош стал известным гайдуком и после вступления войск Священной Римской Империи в войну против Турции перебрался в Знеполе (современная сербско-болгарская граница), где собрал отряды борцов против турецкого ига.

## Предыстория
В 1683 году была образована Священная Лига, куда вошли Австрия, Польша и Венеция, а позже присоединилась Россия. Целью лиги была борьба против Турции. В том же году в Венской битве турки были разгромлены и покинули Центральную Европу, а победа христиан над Османской империей дала повод христианам Балканского полуострова, находящимся под турецким владычеством, начать войну за освобождение своих земель. Особенно ярыми были выступления в Скопье и Нише. 25 октября 1689 года австрийские войска с генералом Энеа Сильвио Пикколомини вышли к Скопье и соединились с местными гайдуками, но в городе разразилась эпидемия холеры. Пикколомини приказал войскам отступить и 26 октября поджёг Скопье. Пожар длился два дня, однако сам Пикколомини заразился инфекцией и умер, несмотря на свои стремления остановить распространение заразы.

## Восстание

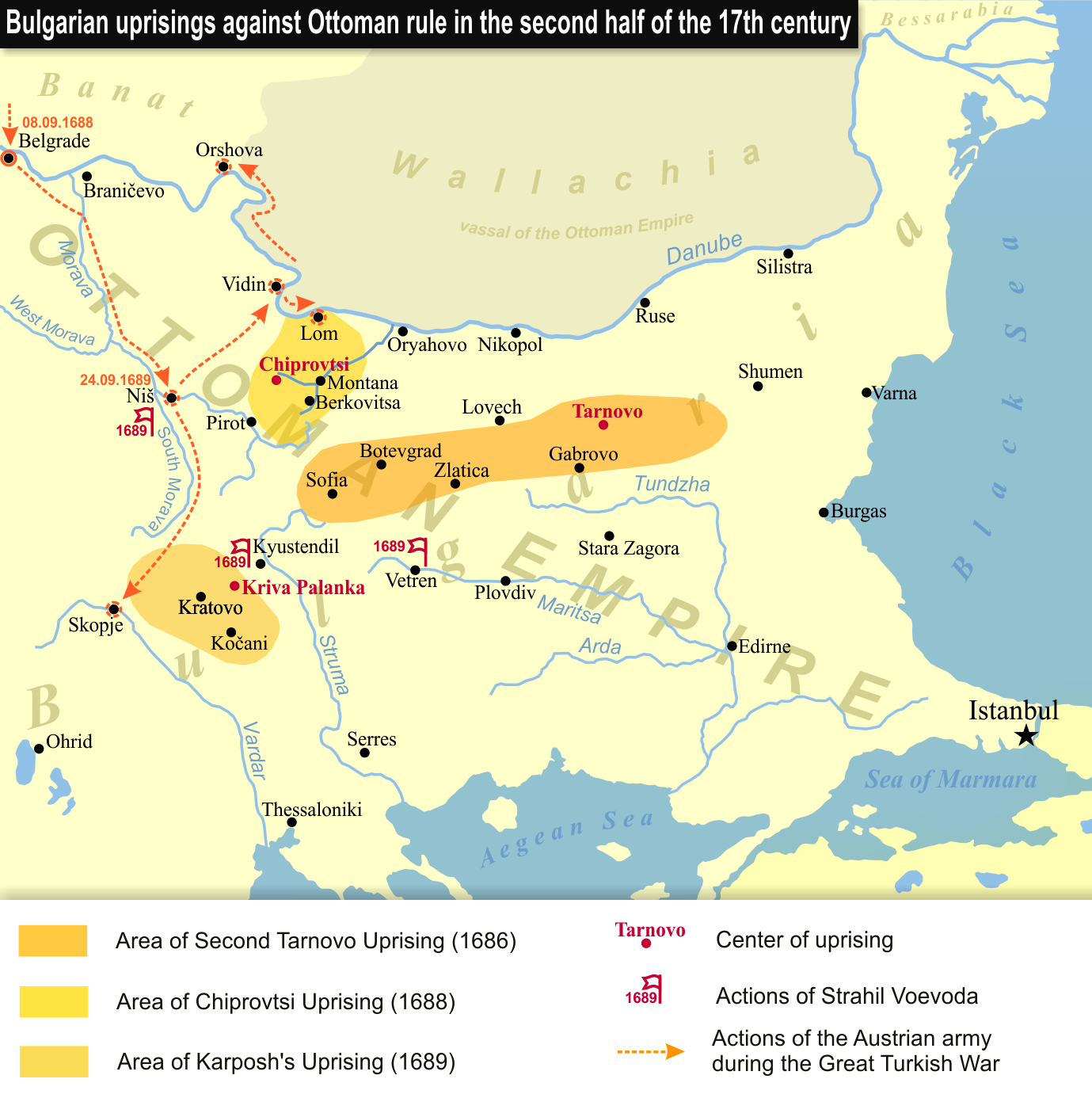
Восстания на территории современных Болгарии и Республики Македонии против турок в XVII веке

В октябре 1689 года восстание было поднято в регионе между Кюстендилом, Пиротом и Скопье. Согласно турецкому историку Силахдаром Финдикли Мехмед-ага, возглавивший восстание Карпош был воеводой или гайдуком в Доспатском районе. Гайдуки и войнуки, которыми руководил воевода Страхил, собирали оружие и войска в Северной Фракии между Пловдивом и Пазарджиком. Карпоша изначально турки назначили главой христианских войск, действовавших между Софией, Велесом, Дойраном, Кюстендилом и Неврокопом, чтобы подавить восстание Страхила, но Карпош перешёл на сторону восставших, разорив крепость Крива-Паланка и набрав там новых добровольцев. Восставшие укрепились в цитадели у Куманово. Неизвестно, помогали ли австрийцы восставшим, но, согласно турецким летописям, император Леопольд I короновал Карпоша как «короля Куманово» и направил ему в подарок гусарский колпак:

Последние несколько лет появился и какой-то неверный по прозвищу Карпош, который, предводительствуя разбойниками-гайдуками, провозгласил себя королём Куманова и по его желанию император Австрии отправил ему колпак.

## Подавление восстания

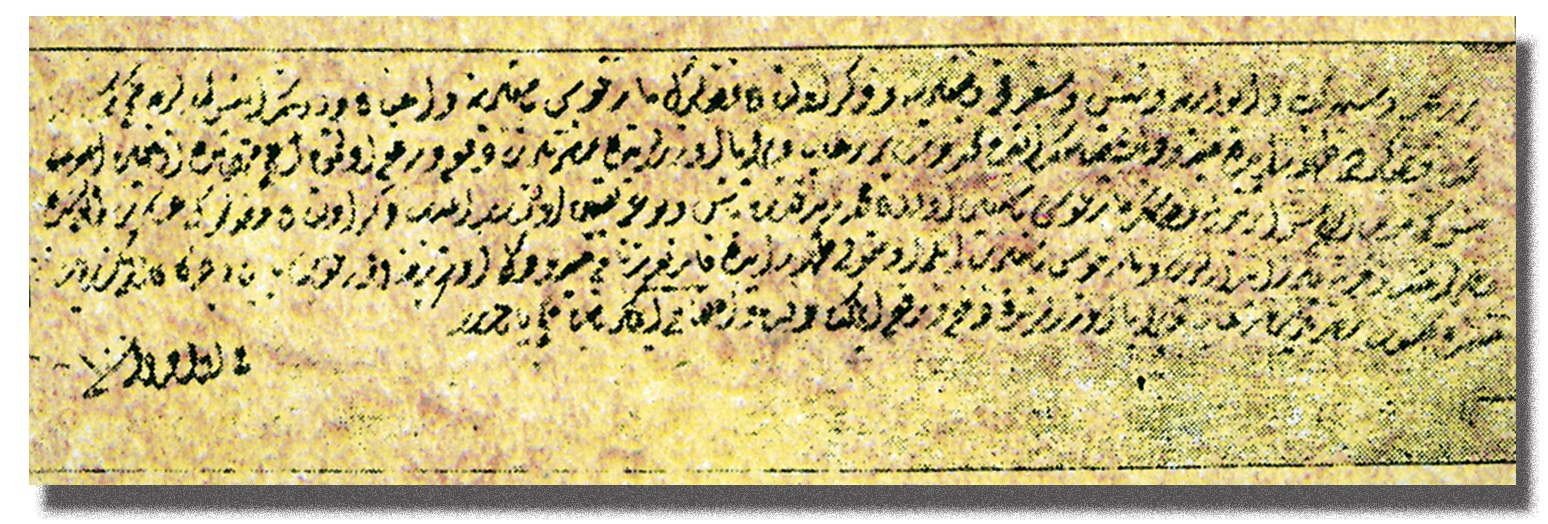
Приказ об уничтожении Карпоша

В связи с военными и политическими потрясениями восставшие не смогли использовать свои ресурсы для развития восстания. Турецкие войска обратились за помощью к крымскому хану Селим-Гирею, а 14 ноября 1689 года на военном совете в Софии решили атаковать мятежников со стороны Кюстендила. Им нужно было захватить Криву-Паланку для успешной атаки, однако восставшие сожгли крепость и отступили в Куманово для подготовки к обороне. К несчастью, повстанцам не хватило времени: турки и татары благодаря численному превосходству разбили болгарских гайдуков и взяли в плен лидеров восстания, перебив всех, кто сопротивлялся. Карпош попал в плен и вскоре был казнён в Скопье: по преданию, его смерть наступила на Каменном мосту в Скопье. Выжившие чудом гайдуки ушли к рекам Сава и Дунай.

## Память

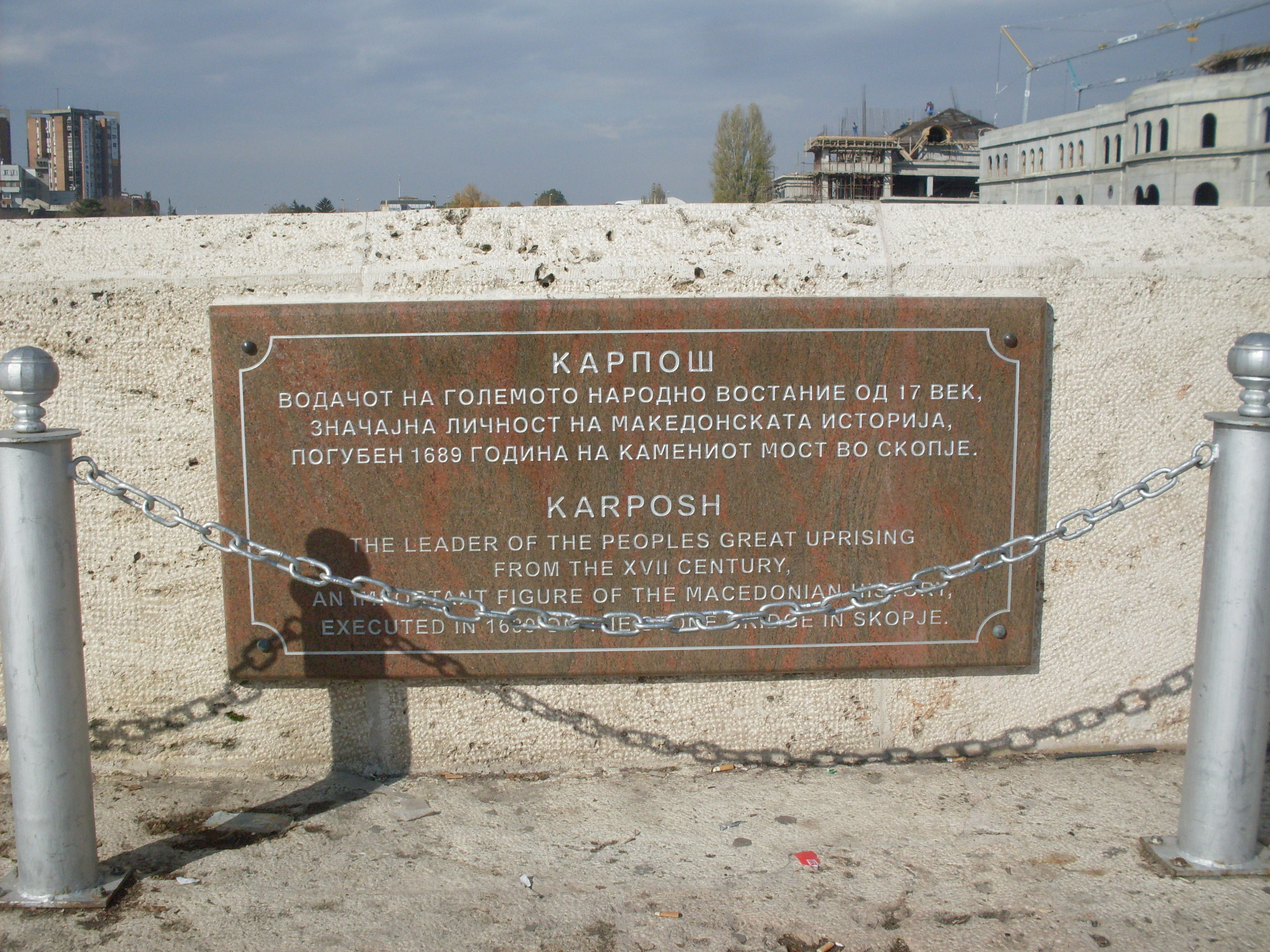
Памятная табличка на месте казни Карпоша

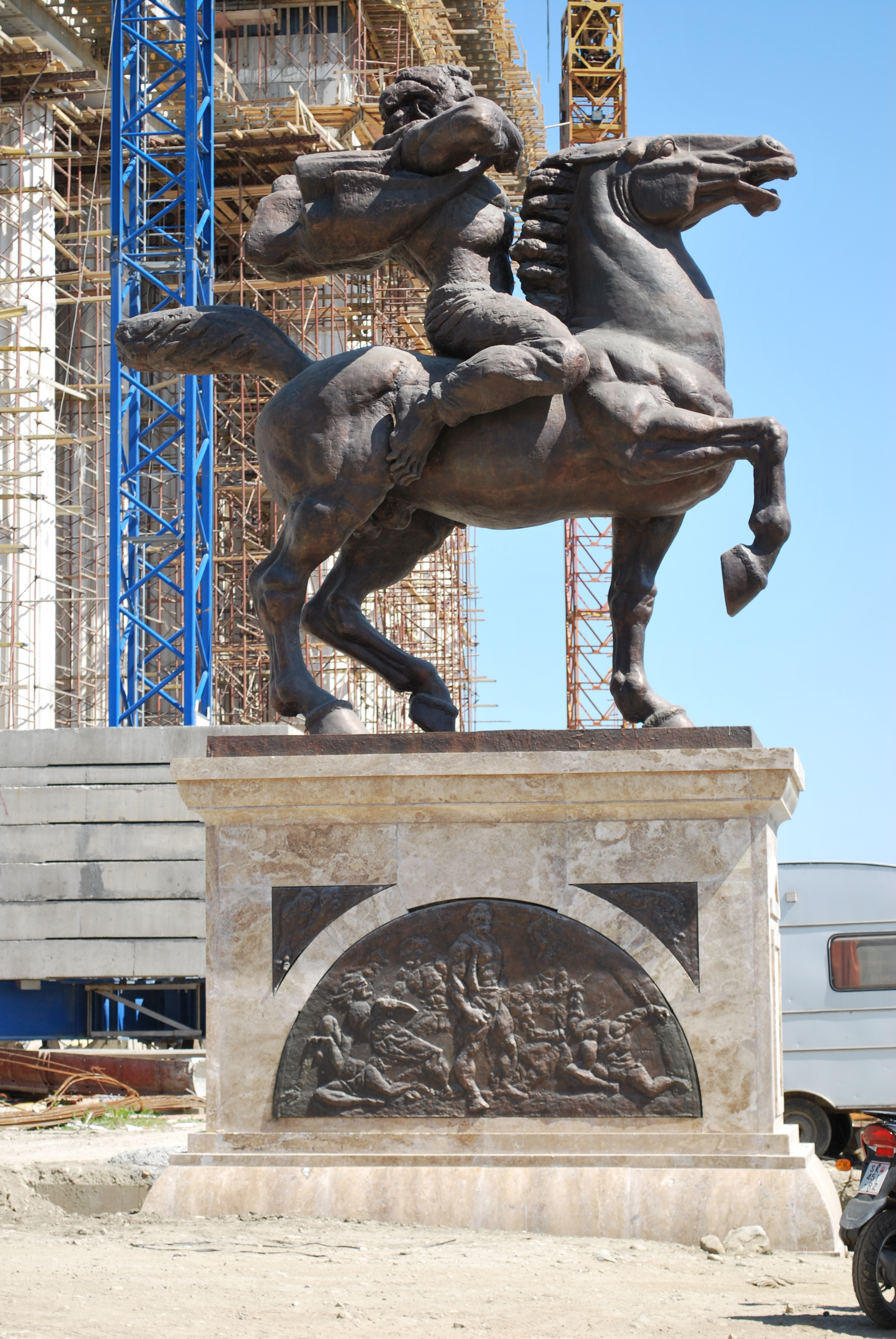
Памятник Карпошу в Скопье в рамках проекта Скопье-2014

- Карпош считается национальным героем и в Республике Македонии, и в Болгарии.
- Имя Карпоша носит община, входящая в состав города Скопье.
- Имя «Карпош» взял македонский партизан Народно-освободительной войны Югославии и Народный герой Югославии Християн Тодоровский (1921—1944).
- В Скопье есть площадь Карпоша с памятником и памятной табличкой на месте казни Карпоша у Каменного моста.
- Мыс Карпоша появился на картах мира на острове Сноу, входящем в состав Южных Шетландских островов[9].